# Soy (canción de Ana Torroja)
Soy es el tercer single del quinto álbum de estudio de la cantante española Ana Torroja titulado Sonrisa.
- Datos: Q6132892